# Piotroski F-Score
Der Piotroski F-Score (oder Piotroski Wert) ist einer Zahl zwischen 0 und 9 zur Bestimmung der finanziellen Stärke eines Unternehmens. Er wird von Investoren benutzt, um wertorientiert zu investieren. Die Skale reicht von 0 – schwach bis 9 – stark. Benannt wurde das Verfahren nach dem Stanford Professor für Rechnungswesen Joseph Piotroski.

## Berechnungsverfahren
Der Wert ergibt sich aus neun Kriterien unterteilt in drei Gruppen.
Profitabilität
1. Kapitalrendite (+1 falls diese im aktuellen Jahr positiv, 0 sonst);
2. Operating Cash Flow (+1 falls diese im aktuellen Jahr positiv, 0 sonst);
3. Änderung der Kapitalrendite (ROA) (+1 falls die ROA höher als im Vorjahr ist, 0 sonst);
4. Rückstellungen (+1 falls Operating Cash Flow/Bilanzsumme höher als die ROA im aktuellen Jahr ist, 0 sonst);

Hebel, Liquidität und die Herkunft der Mitte
1. Änderung der Hebelwirkung (langfristig) (+1 falls diese niedriger ist als im Vorjahr, 0 sonst);
2. Änderung in der Liquidität 3. Grades (+1 falls diese größer ist als im Vorjahr, 0 sonst);
3. Änderung in der Anzahl an Aktien (+1 falls keine neuen Aktien ausgegeben wurden, 0 sonst);

Operative Effizienz
1. Änderung in der Bruttomarge (+1 falls diese größer ist als im Vorjahr, 0 sonst);
2. Änderung in der Kapitalumschlagshäufigkeit (+1 falls diese größer ist als im Vorjahr, 0 sonst);

Der Wert wird auf der Grundlage des Geschäftsberichts eines Unternehmens berechnet. Für jedes Kriterium erhält das Unternehmen einen Punkt. Die Summe der erreichten Punkte ergibt den Piotroski F-Score (zwischen 0 bis 9).

## Interpretation
Der Piotroski F-Score gibt Auskunft, über die finanzielle Verfassung eines Unternehmens.
Ein Unternehmen, welches einen Wert von 8 oder 9 erhält, gilt als stark. Am anderen Ende zählt ein Unternehmen als schwach bzw. sogar als insolvenzgefährdet, bei einem Wert zwischen 0 und 2.
Werte im Mittelfeld sind weniger aussagekräftig, da diese vom analysierten Unternehmen abhängen. Bei einem Vergleich von Unternehmen unterschiedlicher Branchen sollte dies berücksichtigt werden.
- Anpassungen bzw. Verbesserungen des Piotroski F-Score sind bei Alpha Architect[3] und der American Association of Individual Investors (AAII)[4] zu finden.

## Verwandte Themen
- Altman Z-score
- Beneish M-score
- Fundamentalanalyse
- Magic formula investing
- Value investing